# Steinfliegen

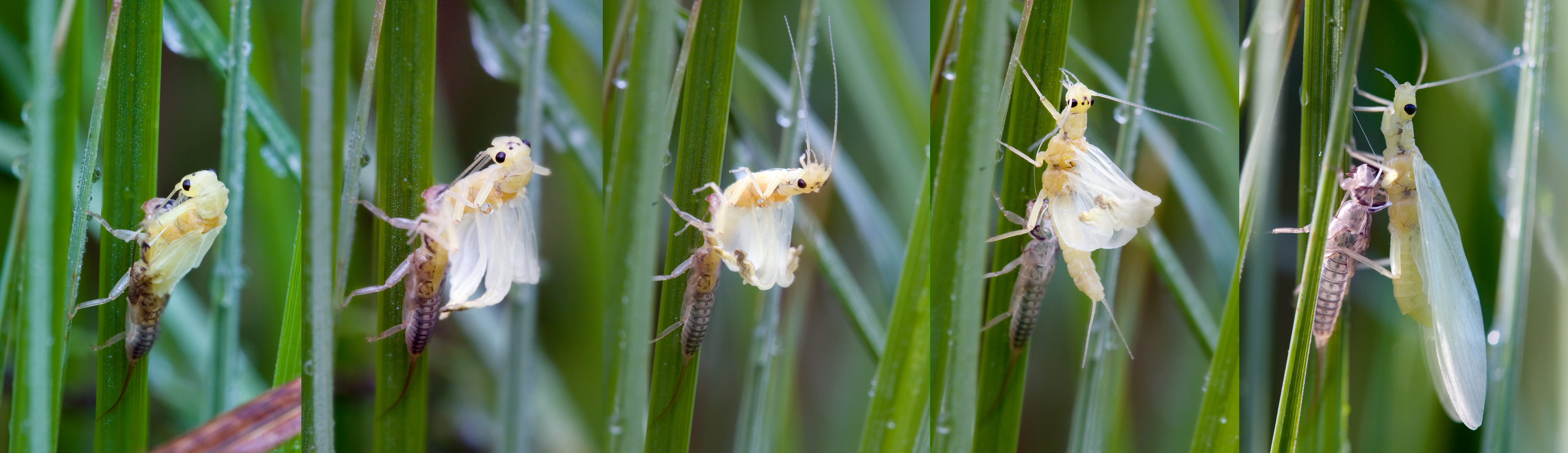
Schlüpfvorgang einer Steinfliege der Gattung Isoperla. Die Larve verlässt das Wasser und klettert an einen Halm oder Ast, Baumstamm etc. Die Rückennaht platzt auf und die Imago verlässt die Larvenhülle (Exuvie)

Die Steinfliegen (Plecoptera) sind eine Ordnung der Insekten und gehören zu den Fluginsekten (Pterygota). Sie werden manchmal auch als Uferfliegen bezeichnet. Von den etwa 3500 bekannten Arten der Steinfliegen  sind 117 in Deutschland und 514 in Europa verbreitet. Die meisten Arten werden 3,5 bis 30 mm lang. Die größte Art ist Diamphipnoa helgae mit einer Körperlänge von etwa 40 mm und einer Flügelspannweite von 110 mm.

## Merkmale
Steinfliegen sind relativ weichhäutige (nicht hart sklerotisierte), langgestreckte Insekten mit meist walzenförmigem oder etwas abgeplattetem Körperumriss. Sie sind meist düster und wenig kontrastreich gefärbt, einzelne Familien sind strohfarben oder gelblich mit dunkler Zeichnung, die Chloroperlidae sind grünlich gefärbt (Name!). Nur in der (außereuropäischen) Familie Eustheniidae kommen auffallend gefärbte Tiere vor. Die Flügel sind klar oder bräunlich getönt, selten etwas dunkel gefleckt. Sie werden in Ruhestellung flach übereinander auf die Rückenseite gelegt, häufig etwas gewölbt teilweise um den Rumpf gerollt. Sie sind bei vielen Arten verkürzt und funktionslos (häufig nur bei den Männchen), die in Gletschern lebende Art Andiperla willinki ist flügellos. Bei einigen Arten kommen flugfähige und kurzflügelige Männchen nebeneinander vor.
Der Kopf der Steinfliegen ist mehr oder weniger ausgeprägt nach vorn gestreckt (prognath), manchmal leicht hängend, oft auffallend breit. Am Kopf tragen die Tiere lange Antennen bis etwa halbe Körperlänge. Die Facettenaugen sind meist groß und halbkugelig vorgewölbt, fast immer sind außerdem drei Punktaugen (Ocellen) ausgebildet. Die Mundwerkzeuge sind kauend-beißend, bei einigen Familien v. a. der Unterordnung Systellognatha sind die Mandibeln teilweise reduziert.
Die 3 Brustsegmente (Thorax) der Steinfliegen sind annähernd gleich groß, die Vorderbrust (Prothorax) oft nach oben flach mit auffallender Kante, manchmal verbreitert. Die Beine sind relativ dünne Laufbeine, die dem Grundbauplan der Insekten nahekommen, in der Regel sind die Hinterbeine länger als die beiden vorderen Beinpaare. Die dreigliedrigen Tarsen tragen an der Spitze zwei Klauen mit einem kleinen Haftpolster (Empodium). Das vordere Flügelpaar ist langgestreckt oval, das hintere ist genauso lang (oder geringfügig kürzer), aber viel breiter durch einen ausgedehnten hinteren Abschnitt (Analfächer), der in Ruhestellung eingefaltet ist. Die Flügeladerung ist immer sehr ausgeprägt, sie besteht aus starken Längsadern und je nach Familie unterschiedlich ausgeprägten Queradern. Im Flug arbeiten beide Flügelpaare parallel, sind aber nicht aneinander gekoppelt, der Flugstil ähnelt durch den großen Analfächer anderen Paraneoptera wie z. B. den Schaben oder Heuschrecken. Viele Arten sind relativ schlechte Flieger.
Der Hinterleib ist immer langgestreckt. Bauch- und Rückenplatten (Sternite und Tergite) sind in der Regel frei, an den hinteren Segmenten manchmal ringförmig verschmolzen. Es sind zehn Hinterleibssegmente erkennbar. Das Hinterende ist vor allem bei den Männchen häufig zu sehr auffallend und kompliziert gestalteten Begattungsorganen umgestaltet. Manchmal zeigen auch die vorderen Abdominalsegmente der Männchen solche Bildungen (z. B. Familie Leuctridae). Lange Schwanzfäden (Cerci) sind je nach Familie vorhanden (z. B. alle Systellognatha) oder die Cerci sind stark verkürzt und unauffällig (z. B. Nemouridae, Leuctridae).

## Larven

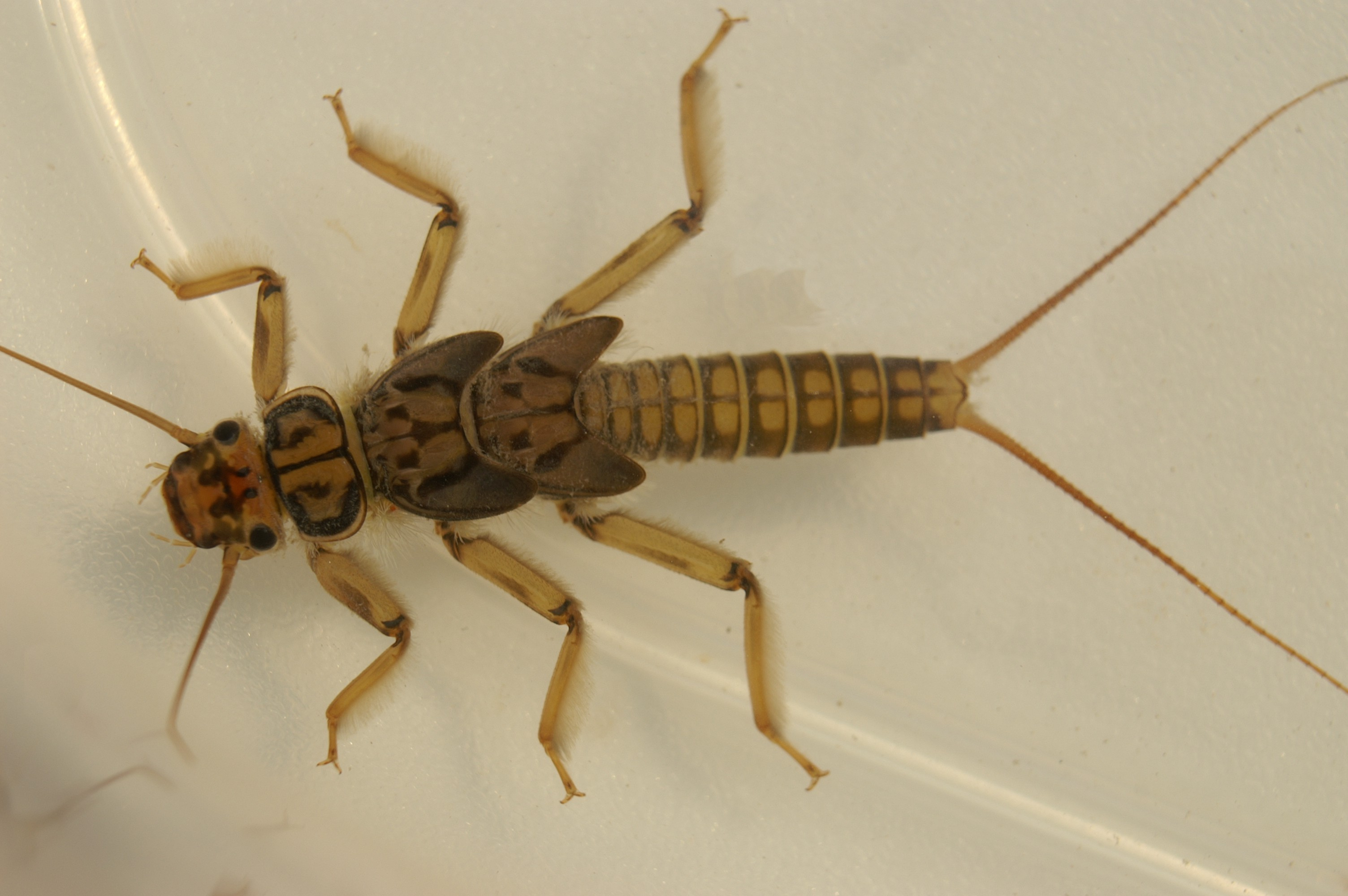
Die Nymphe einer Steinfliege der Gattung Perla.

Die Larvalentwicklung der Steinfliegen kann mehrere Jahre andauern. Die Larven leben im Wasser und sind den Imagines im Körperbau sehr ähnlich. Sie sind häufig abgeflacht und tragen 6 voll ausgebildete Beine und 2 Paar Flügelanlagen, die als starre Hüllen schräg vom Thorax abstehen oder parallel zum Körper auf der Oberseite liegen. Ihre Mundwerkzeuge sind prominenter als die der Adulti. Auffallend sind die beiden langen, als Schwanzfäden ausgebildeten Hinterleibsanhänge (Cerci). Einige Gattungen tragen auffallende Kiemen, die seitlich am Hinterleib, an den Hüften (Coxen), im Halsbereich oder an der Spitze des Hinterleibs liegen, sie sind aber nicht bei allen Gattungen und Familien vorhanden. Die Kiemen sind in der Regel einfach gebaut und büschelig oder schlauchförmig, bewegliche Tracheenkiemenplättchen wie bei den Eintagsfliegen kommen nicht vor. Sie sind vielfach an den Imagines als Rudimente erkennbar, bei zumindest einer Art aber auch bei der Imago funktionsfähig. Die Larven laufen am Gewässergrund und sind in der Regel schlechte Schwimmer. Wenn sie schwimmen, bewegen sie sich mit seitlichen Schlängelbewegungen fort.
Von den ebenfalls in Gewässern lebenden Larven der Eintagsfliegen können sie an den fehlenden Kiemenblättchen und durch das Fehlen eines dritten Hinterleibsfadens, des Terminalfilums, unterschieden werden.

### Hämocyanin in Larven
Als große Überraschung wurde im Jahr 2004 in Larven der Steinfliege Perla marginata der blaue Blutfarbstoff Hämocyanin gefunden, der davor u. a. von Krebstieren bekannt war. Bis dahin hatte man angenommen, die Atmung der Steinfliegen wie überhaupt aller Insekten beruhe ausschließlich auf Tracheenatmung. In späteren Studien erwies sich Hämocyanin als in Insekten (aber nur hemimetabolen) weiter verbreitet. Der Blutfarbstoff wurde in zahlreichen weiteren Steinfliegenlarven gefunden, ist aber offensichtlich nicht in allen auch biologisch aktiv. Obwohl Hämocyanin nachgewiesenermaßen eine Rolle im Sauerstofftransport bei den Larven der Steinfliegen spielt, ist die weitere biologische Relevanz dieser Entdeckung noch unklar.

## Ökologie und Lebensweise
Die Larven der Steinfliegen sind wasserlebend (aquatisch), als große Ausnahme kommen in Südamerika wenige Arten vor, deren Larven in feuchten Lebensräumen an Land leben. Sie zeigen eine ausgeprägte Vorliebe für kalte, in der Regel sauerstoffreiche Gewässer, wobei Fließgewässer erheblich artenreicher besiedelt werden als stehende Gewässer. Dementsprechend sind sie in nördlichen und gemäßigten Breiten artenreicher verbreitet als in den dauerwarmen Tropen. Aber auch in tropischen Breiten kommen in geeigneten Lebensräumen durchaus etliche Arten vor, z. B. in schnell fließenden Bächen im amazonischen Regenwald. Bei einigen Arten können die Larven bei Wassertemperaturen von 2 °C aus dem Ei schlüpfen und sich bis zur Imago entwickeln. Die maximal tolerierte Wassertemperatur auch der an wärmere Gewässer adaptierten Arten liegt um 25 °C. Viele Arten entwickeln sich den Winter über und schlüpfen im zeitigen Frühjahr (Winterarten). Sommerarten, die sich im Sommerhalbjahr entwickeln, legen in der wärmsten Zeit des Hochsommers oft eine Diapause ein.
Die Larven entwickeln sich in der Regel recht langsam und unter zahlreichen Häutungen (meist etwa 10 bis 25, Anzahl je nach Lebensbedingungen variabel). In Mitteleuropa beträgt die Generationsdauer in der Regel ein Jahr (univoltin), einige große Arten benötigen mehrere Jahre für ihre Entwicklung (z. B. Dinocras drei Jahre). Zur Imaginalhäutung verlassen die Tiere in der Regel das Gewässer; Winterarten wählen dafür häufig den nach dem Zufrieren entstehenden Hohlraum unter der Eisdecke des Gewässers, sie können in dieser kalten Umgebung aber nicht losfliegen, sondern verlassen das Ufer laufend. Der Schlupf erfolgt je nach Art synchron in einem kurzen Zeitraum oder auch langgezogen über längere Zeit. Die Männchen schlüpfen in der Regel ein wenig früher als die Weibchen, wobei sich die Zeiten aber stark überlappen. Je nach Schlupfrhythmus sind die Imagines dementsprechend nur eine kurze Periode von wenigen Wochen oder viele Monate hindurch zu beobachten. Bei einigen Gattungen (z. B. Protonemura oder Leuctra) folgen zahlreiche Arten in einer jeweils sehr kurzen Flugperiode vom zeitigen Frühjahr bis zum Herbst aufeinander.
Das Larvenstadium ist als das wesentliche Wachstumsstadium für das Vorkommen und die Habitatwahl bedeutsam, während die Imagines eine relativ kurze Lebensdauer haben und in diesem Stadium auf Fortpflanzung und Ausbreitung fokussiert sind. Allerdings wird auch im Imaginalstadium durchaus Nahrung aufgenommen. Einige Arten können ihr Körpergewicht so nach dem Schlupf vor der Eiablage mehr als verdoppeln. Selbst bei Gruppen mit stark reduzierten Mundwerkzeugen (die meisten Systellognatha) findet häufiger als früher gedacht eine Nahrungsaufnahme statt. Als Nahrung dienen z. B. Algenüberzüge auf Baumrinde, zersetztes Holz und andere relativ weiche Substrate. Die Lebensdauer der Imagines beträgt einige Tage bis wenige Wochen. Die Paarung erfolgt am Boden, wobei sich die Geschlechter durch Substratschall finden und erkennen können. Dazu trommelt das Männchen mit dem Hinterleib mit einem artspezifischen Rhythmus auf die Unterlage, das Weibchen antwortet ebenso. Die Eier werden je nach Art wenige Tage nach der Paarung oder erst nach einer gewissen Reifungsphase als kompakte Eimasse auf der Wasseroberfläche abgelegt. Die Eimasse löst sich im Wasser rasch in einzelne Eier auf. Bei einigen Arten (z. B. Familie Capniidae) schlüpfen die Larven unmittelbar nach der Eiablage (Ovoviviparie). Sehr wenige Gattungen vermehren sich parthenogenetisch.
Die Ausbreitung der Imagines durch Flug wird durch die geringe Effizienz des Flugstils und geringe Flugneigung begrenzt. In einer Studie in England verblieben 90 % der Imagines (unabhängig vom Geschlecht) in einer Entfernung von weniger als 60 Metern vom Larvalgewässer, unabhängig davon, ob das Einzugsgebiet bewaldet oder offen war, und unabhängig davon, wie steil die angrenzenden Hänge waren. Generell ist über die Dispersion durch Flug bei den Steinfliegen recht wenig bekannt.
Die Larven der Steinfliegen besitzen je nach Verwandtschaft unterschiedliche Ernährungsweisen. Viele der kleineren Arten ernähren sich von abgestorbener organischer Substanz wie z. B. Falllaub. Viele Arten weiden außerdem den organischen Belag (Biofilm) aus Algen und Mikroorganismen auf Steinen und anderen Hartsubstraten ab, in Europa ernähren sich z. B. die Arten der Gattung Brachyptera (Fam. Taeniopterygidae) überwiegend davon. Viele der großen Arten sind Räuber, in Europa vor allem die Perlidae und Perlodidae. Die Ernährungsweise kann je nach Stadium und Lebensraum recht variabel sein. Erbeutet werden vor allem relativ kleine und weichhäutige Beuteorganismen wie Eintagsfliegen- und Zuckmückenlarven. Die Larven leben meist auf Hartsubstraten wie Steinen, Kies oder Totholz. Einige spezialisierte Arten leben tief vergraben im Sand, diese sind meist sehr blass gefärbt mit wenigen Borsten (z. B. Gattungen Isoptena, Paraperla, Isocapnia). Die Larven finden sich vor allem in wenig belasteten Bachläufen und stellen nicht selten Zeigerarten (Bioindikatoren) für eine gute Gewässergüte dar. Gegenüber Gewässerversauerung durch Schwefeldioxid sind viele Arten hingegen außergewöhnlich resistent.

## Systematik
Die Steinfliegen setzen sich aus 2 Unterordnungen zusammen, deren zweite in zwei Verwandtschaftsgruppen (Kladen) gegliedert werden kann. Die aktuelle Systematik (beruhend auf Zwick) ersetzt ältere Systeme, die primär anhand von europäischen Vertretern aufgestellt worden waren und bei Berücksichtigung der übrigen Faunenregionen modifiziert werden mussten. Das dargestellte System entspricht dem im Plecoptera Species File online dargestellten.

### Antarctoperlaria
Die Vertreter der Antarctoperlaria (Synonyme: Archiperlaria, Gondwanoperlaria) leben nur auf der südlichen Hemisphäre, vor allem in Australien, Neuseeland, Chile und Argentinien.
Autapomorphien, die eine Monophylie begründen, sind eine Prothoraxmuskulatur und floriforme Chloridzellen.

### Arctoperlaria
Monophylie bestätigt durch Substratschallerzeugung bei der Partnerfindung. Die Arctoperlaria  werden in zwei Gruppen unterteilt:

#### Euholognatha
Bei diesen Tieren ist der Labialpalpus fadenförmig und verjüngt sich nicht zur Spitze. Mit Ausnahme der flügellosen (ostasiatischen) Scopuridae werden alle Vertreter der Überfamilie Nemouroidea zugeordnet. Diese entsprechen den „Filipalpia“ der älteren europäischen Systeme. Hierher gehören etwa die auf der gesamten Nordhalbkugel (holarktisch) verbreiteten Familien Capniidae, Leuctridae, Nemouridae und Taeniopterygidae mit Perlodes microcephala.

#### Systellognatha
Zu den Systellognatha gehören zwei Überfamilien, Perloidea (Synonyme sind „Setipalpia“ und „Subulipalpia“) und Pteronarcyoidea. Die drei Familien der zweiten Überfamilie leben in Nordamerika (Nearktis) und Ostasien (Orientalis) und haben keine europäischen Vertreter. Das wichtigste Kennzeichen der Perloidea ist ein Taster an den Mundwerkzeugen (Labialpalpus), der sich borstenartig verjüngt. Hierher gehören beispielsweise die Vertreter der weltweit verbreiteten Perlidae, der holarktisch-ostasiatischen Perlodidae und der paläarktischen Chloroperlidae.

## Äußere Systematik
Die Steinfliegen gehören zu einer Gruppe morphologisch urtümlicher Insektenordnungen, die als Polyneoptera (auch: Orthopteroidea) bezeichnet wird. Ob die Polyneoptera ein monophyletisches Taxon sind oder bezüglich der anderen Neoptera (der Holometabola und der Paraneoptera) paraphyletisch sind, ist in der Wissenschaft umstritten. Innerhalb der Polyneoptera wurden verschiedene Hypothesen über die Schwestergruppe der Steinfliegen aufgestellt, ohne dass es bisher zu einem Konsens gekommen wäre. Hennig stellt die Plecoptera als urtümlichste Neoptera allen anderen (von ihm zusammen als „Paurometabola“ bezeichnet) gegenüber.  Andere Wissenschaftler haben eine Vielzahl anderer Platzierungen, z. B. als Schwestergruppe der Tarsenspinner, vorgeschlagen, dies wird von anderen bestritten. Molekulare Analysen konnten die Beziehungen bisher nicht aufklären, die Resultate sind je nach verwendetem Modell und den analysierten Taxa instabil und schwankend.

## Arten (Auswahl)
- Capniidae
  - Zwicknia bifrons (Newman, 1839)

- Chloroperlidae
  - Siphonoperla torrentium Pictet, 1841

- Gripopterygidae
  - Andiperla willinki Aubert, 1956

- Leuctridae
  - Leuctra fusca (Linnaeus, 1758)
  - Leuctra nigra (Olivier, 1811)

- Nemouridae
  - Amphinemura sulcicollis (Stephens, 1836)
  - Nemoura cinerea (Retzius, 1783)
  - Nemurella picteti (Klapálek, 1900)
  - Protonemura gevi Tierno de Figueroa & López-Rodríguez, 2010
  - Protonemura praecox (Morton, 1894)

- Perlidae
  - Dinocras cephalotes Curtis, 1827
  - Perla bipunctata Pictet & F.J., 1833 (Zweigefleckte Steinfliege)
  - Perla grandis Rambur, 1842 (Große Steinfliege)
  - Perla marginata Panzer, 1799 (Gerandete Steinfliege)

- Perlodidae
  - Isoperla grammatica Poda, 1761 (Rauten-Uferbold)
  - Perlodes dispar (Rambur, 1842)
  - Perlodes microcephala (Pictet, 1833)

- Taeniopterygidae
  - Brachyptera risi (Morton, 1896)

## Fossile Vorkommen
Traditionell wurden die im Oberkarbon (Pennsylvanium) gefundenen Protoperlaria als Stammgruppenvertreter der Steinfliegen angesehen. Nach neueren Forschungen sind diese vermutlich nicht näher mit den Steinfliegen verwandt, möglicherweise gehören sie zur Stammgruppe der Grillenschaben. Im Jahr 2011 wurde nun aber erstmals eine fossile Steinfliege aus dem Karbon beschrieben, die in vielen Merkmalen bereits der rezenten Ordnung entspricht. Die meisten Beschreibungen fossiler Steinfliegen (Imagines, Exuvien und Nymphen) beziehen sich auf Einschlüsse im eozänen Baltischen Bernstein mit Vertretern aus fünf Familien: Nemouridae, Perlidae, Perlodidae, Taeniopterygidae und Leuctridae. Ein Vertreter aus der Familie der Perlidae ist auch in dem etwas jüngeren Dominikanischem Bernstein gefunden worden, was vor allem deswegen überraschte, als von den Antillen (Herkunft des Dominikanischen Bernsteins) keine rezenten Vertreter der Steinfliegen bekannt sind.